# De vete
De vete is een stripverhaal uit de reeks van De Rode Ridder. Het is geschreven en getekend door Karel Biddeloo. De eerste albumuitgave was in 1977.

## Het verhaal
In een bos komt Johan een jonge vrouw tegen die zijn hulp vraagt om haar ergens te brengen. Zij blijkt Dolina, de dochter van kasteelheer Zebrek, te zijn. Als Johan Dolina afgezet heeft bij een jachthut, rijdt Johan verder naar een herberg, waar hij de beruchte huurling, tevens voormalig ridder, Kilyon ziet. Dolina heeft een ontmoeting met boerenzoon Kotar, een verboden liefde als gevolg van een vete tussen boer Rabban en kasteelheer Zebrek. Hun ontmoeting wordt wreed verstoord door soldaten van Zebrek. Na een wilde achtervolging wordt Kotar gegrepen bij de herberg. Na hevig gesar op Kotar door de soldaten grijpt Johan succesvol in. Kylion denkt een goede zaak te hebben en biedt zich aan bij Zebrek, die graag gebruik wil maken van zijn diensten. Boer Rabban, vader van Kotar, denkt Johan in te kunnen huren, maar Johan slaat vanzelfsprekend dit aanbod af. Hij wil juist bemiddelen en is daarom niet langer meer welkom op de hoeve.
In het kasteel van Zebrek probeert Johan te bemiddelen, maar wordt gegrepen en in de kerkers gesmeten. Ondertussen neemt boer Rabban wraak door soldaten van Zebrek te overvallen. Als Zebrek dit hoort, rijdt hij met een flink aantal ruiters het kasteel uit om de hoeve van boer Rabban aan te vallen. Dolina weet Kotar met een postduif in te seinen over deze aanval. Boer Rabban is niet aanwezig op de hoeve en Kotar gaat naar het kasteel toe om Dolina en Johan te bevrijden. Als Kotar Dolina heeft bevrijd en daarop Johan wil bevrijden, stuit hij op Kilyon. In het gevecht met hem delft Kotar bijna het onderspit. Johan wordt ondertussen bevrijd door Dolina en neemt het over van Kotar. Kilyon weet dat hij de mindere is ten opzichte van de sterkere Johan, gijzelt daarop Dolina en vlucht met haar het kasteel uit.
Op de hoeve wordt de situatie aan Zebrek uitgelegd en na aandringen van Kotar biedt ook boer Rabban zijn hulp aan, wat dankbaar aangenomen wordt door Zebrek. In een schijnbaar verlaten hut verstopt Kilyon zich met Dolina, maar deze wordt bewoond door heks Zadara. Zadara weet Kilyon te verdoven en vlucht met Dolina het bos in. Ze komen de groep tegen die haar wouden bevrijden. Als verzoening geeft Zebrek een feest, maar boer Rabban kan hun vete niet zomaar vergeten en weigert te komen. Op de feestavond verschijnt boer Rabban toch en verzoent zich met Zebrek. Ondertussen is een op wraak beluste Kilyon het kasteel ingeslopen en pleegt een aanslag, wat mislukt. In het daarop ontstane gevecht tussen Johan en Kilyon op de kantelen van het kasteel, verslaat Johan hem. Om zijn leven te sparen laat Johan hem vertrekken uit het gebied. Kilyon belooft hem een wederdienst. Na het feest trekt Johan verder.